# 君のいない道
「君のいない道」（きみのいないみち）は、COLORの8枚目のシングル。2008年1月23日にrhythm zoneから発売。

## 概要
前作「青い鳥」から2カ月後のシングル。「CDのみ」の1形態で発売。アルバム『BLUE 〜Tears from the sky〜』と同時発売である。

## 収録曲
CD
1. 君のいない道
作詞：ATSUSHI、作曲：Hiroaki Takagi
名古屋テレビ『げりらっパ』エンディング・テーマ
毎日放送・TBS系『ランキンの楽園』エンディング・テーマ
2. 涙が落ちないように (Live Version)
3. 青い鳥 (Live Version)
4. 君のいない道 (Live Version)